# Arbeitskreis der Pankreatektomierten
Der Arbeitskreis der Pankreatektomierten (auch: AdP e. V. – Bauchspeicheldrüsenerkrankte) wurde im Jahr 1976 gegründet. Seit 1979 ist der AdP ein eingetragener Verein, als gemeinnützig und besonders förderungswürdig anerkannt. Seine Bundesgeschäftsstelle befindet sich im Haus der Krebs-Selbsthilfe in Bonn.

## Geschichte
Die schwierige und hilfsbedürftige Situation nach einer Bauchspeicheldrüsen-Operation veranlasste im Jahre 1976 Betroffene dazu, unter dem Motto „Hilfe durch Selbsthilfe“ in Heidelberg den Arbeitskreis der Pankreatektomierten (AdP) zu gründen. Seit Mai 1979 ist der AdP ein eingetragener Verein. Heute ist der Arbeitskreis mit seinen weit über 1600 Mitgliedern (Stand 12/2020) eine Selbsthilfeorganisation für alle Patienten, bei denen eine Erkrankung der Bauchspeicheldrüse vorliegt oder vermutet wird. Hierbei kann es sich beispielsweise um eine Entzündung (= Pankreatitis) oder um einen Tumor der Bauchspeicheldrüse (z. B. Pankreaskarzinom) handeln. Besonders intensiv wird sich um Patienten, bei denen die Bauchspeicheldrüse wegen einer dieser Erkrankungen teilweise oder vollständig entfernt werden musste, bemüht. Unterstützt wird der Arbeitskreis durch die Stiftung Deutsche Krebshilfe in Bonn. Im Jahr 2022 konnte der AdP Dietrich Grönemeyer als ständigen Schirmherrn gewinnen.

## Zweck
Zweck des Arbeitskreises ist die Förderung der Gesundheit und Rehabilitation von partiell und total Pankreatektomierten und nicht operierten Bauchspeicheldrüsenerkrankten unter besonderer Berücksichtigung der Krebspatienten und ihrer Angehörigen und stellt deren Lebens- und Versorgungsqualität in den Mittelpunkt. Der Arbeitskreis formuliert gesundheitspolitische Positionen und ringt um deren Durchsetzung.
Im Laufe seiner mehr als 40-jährigen Arbeit ist eine umfassende und vielschichtige Betroffenenkompetenz gewachsen. Mit einem Wissenschaftlichen Beirat bestehend aus Pankreasspezialisten, Ärzten, Ernährungsberatern, Sozialexperten und Psychologen wurde ein System der Hilfe entwickelt, das bei Kliniken, Ärzten, REHA-Einrichtungen, Krankenkassen, staatlichen Dienststellen und anderen Gesundheitseinrichtungen große Anerkennung findet.
Die knapp 60 Regionalgruppen im gesamten Bundesgebiet gewährleisten eine ortsnahe Betreuung der Patienten.

## Mitgliedschaften
- Haus der Krebs-Selbsthilfe-BV (HKSH-BV)
- World Pancreatic Cancer Coalition (WPCC)
- Paritätischer Wohlfahrtsverband (DPWV)
- Gesellschaft für Rehabilitation bei Verdauungs- und Stoffwechselerkrankungen (GRVS)
- Deutscher Pankreasclub (DPC)
- Deutsche Gesellschaft zur Bekämpfung der Krankheit von Magen, Darm und Leber sowie von Störungen des Stoffwechsels und der Ernährung (GASTRO-Liga)
- Bundesarbeitsgemeinschaft Selbsthilfe von Menschen mit Behinderung und chronischer Erkrankung und ihren Angehörigen (BAG-Selbsthilfe)

## Belege
1. ↑   Amtsgericht Bonn VR 8825, Eintrag vom  9. November 2007.
2. ↑  Arbeitskreis der Pankreatektomierten e. V.: Wissenschaftlicher Beirat des AdP
3. ↑  Arbeitskreis der Pankreatektomierten e. V.: Kliniken, die mit dem AdP kooperieren
4. ↑  Arbeitskreis der Pankreatektomierten e. V.: Regionalgruppen des AdP